# Fonsorbes
Fonsorbes (em occitano:  Fontsòrbas) é uma comuna francesa na região administrativa da Occitânia, no departamento do Alto Garona. Estende-se por uma área de 19.03 km², com 12.036 habitantes, segundo o censo de 2018, com uma densidade de 630 hab/km².